# Valsbana
Valsbana uppkom när vals introducerades i Sverige på 1800-talet. Tidigare hade man mestadels dansat "på fläck", det vill säga på ett litet område på golvet. Nu övergick det till att man dansade i en stor cirkel, motsols runt i rummet.